# Jabokrăt, Kiustendil
Jabokrăt (în bulgară Жабокрът) este un sat în comuna Kiustendil, regiunea Kiustendil,  Bulgaria. 

## Demografie
Componența etnică a satului Jabokrăt
     Bulgari (97,5%)
     Nicio identificare (2,49%)
     Altele (0%)
La recensământul din 2011, populația satului Jabokrăt era de 682 locuitori. Din punct de vedere etnic, majoritatea locuitorilor (97,5%) erau bulgari. Pentru 2,49% din locuitori nu este cunoscută apartenența etnică.